# Виньерон, Артур
Артур Виньерон (фр. Arthur Vigneron; род. 20 января 1995, Сен-Мишель) — французский гандболист, играющий на позиции правого крайнего и выступающий за клуб Сэн-Рафаэль Вар Гандбол.

## Карьера

### Клубная карьера
Артур Виньерон начал свою карьеру в 2012 году в клубе Сен-Рафаэль Вар Гандбол. В сезоне 2012/13 Виньерон провёл в чемпионате Франции 1 матч. В сезоне 2013/14 Артур Виньерон не сыграл в чемпионате Франции. С сезона 2015/16 Артур Виньерон стал основном игроком клуба Сен-Рафаэль Вар Гандбол, помог клубу стать в чемпионате Франции второе место, а также клуб добрался до финала Трофея чемпионов..

## Статистика
Статистика Артур Виньерон сезона 2017/18 указана на 1.6.2018.
| Сезон                   | Клуб                    | Лига           | Матчи | Голы | 7-метр | Голы |
| ----------------------- | ----------------------- | -------------- | ----- | ---- | ------ | ---- |
| 2012/13                 | Сен-Рафаэль Вар Гандбол | LNH Division 1 | 1     | 0    | 0      | 0    |
| 2014/15                 | Сен-Рафаэль Вар Гандбол | LNH Division 1 | 0     | 0    | 0      | 0    |
| 2015/16                 | Сен-Рафаэль Вар Гандбол | LNH Division 1 | 22    | 28   | 1      | 27   |
| 2016/17                 | Сен-Рафаэль Вар Гандбол | LNH Division 1 | 26    | 28   | 0      | 28   |
| 2017/18                 | Сен-Рафаэль Вар Гандбол | LNH Division 1 | 23    | 31   | 0      | 31   |
| 2012—2013, 2014—по н.в. | Итого                   | LNH Division 1 | 72    | 87   | 1      | 86   |